# Palazzo Fagni-Da Diacceto

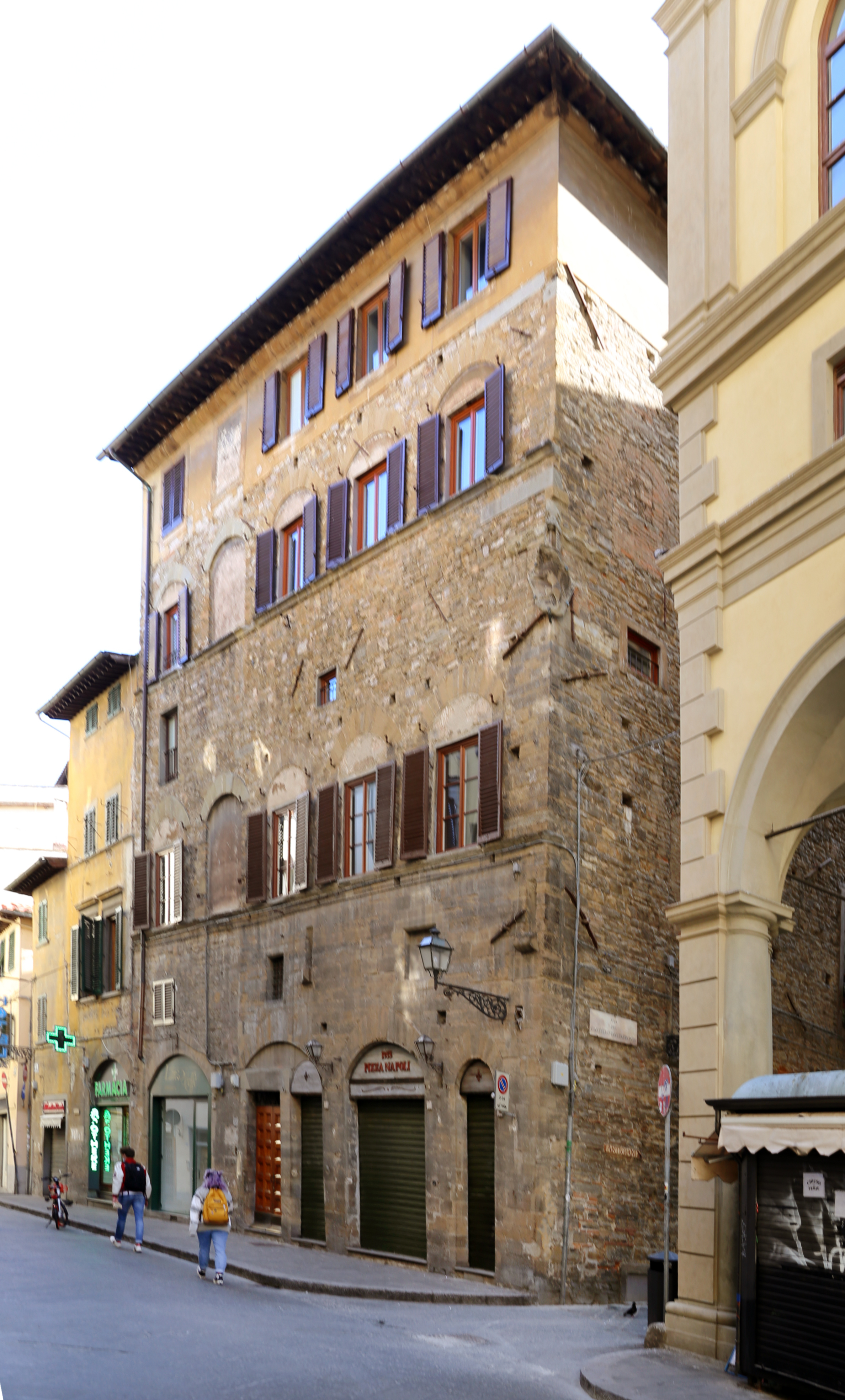
Fachada do Palazzo Fagni-Da Diacceto.

O Palazzo Fagni-Da Diacceto, ou Palazzo Cattani-Da Diacceto, é um palácio florentino do século XIV, situado nos números 33 e 35 da Via de' Neri, ao lado da Loggia del Grano.
Construído na primeira metade do século XIV, no período da restruturação citadina por obra de Arnolfo di Cambio, é um típico exemplo da nova tipologia habitacional que se estava a difundir entre as ricas famílias de mercadores e que veio substituir as casas-torres.
O palácio, que ainda apresenta amplos trechos da alvenaria original, tem uma fachada com três portais principais e um reduzido (sede hoje, como na época medieval, de exercícios comerciais), caracterizados por uma arquivolta ligeiramente ogival, enquanto nos andares superiores se encontram cinco aberturas monóforas simétricas com conchas em pietraforte (pedraforte), sinal duma crescente tendência à racionalização dos edifícios através de aberturas regulares. As aberturas, hoje em parte tamponadas para permitir a inserção de janelas rectangulares, são sublinhadas por cornijas marca piso, enquanto a alvenaria à vista (com protuberâncias regulares no primeiro andar e filaretto nos pisos superiores) salienta a robustez e a austera severidade das formas. Só o último piso apresenta, actualmente, uma cobertura em reboco.
Embora a fachada ainda se desenvolva no sentido vertical (só no século XV é que os palácios teriam um desenvolvimento mais horizontal), estão ausentes alguns motivos mais arcaicos, como as mísulas, os buche pontaie, ou seja, buracos nas paredes com prateleiras em pedra para apoiar barrotes de madeira, e outros.

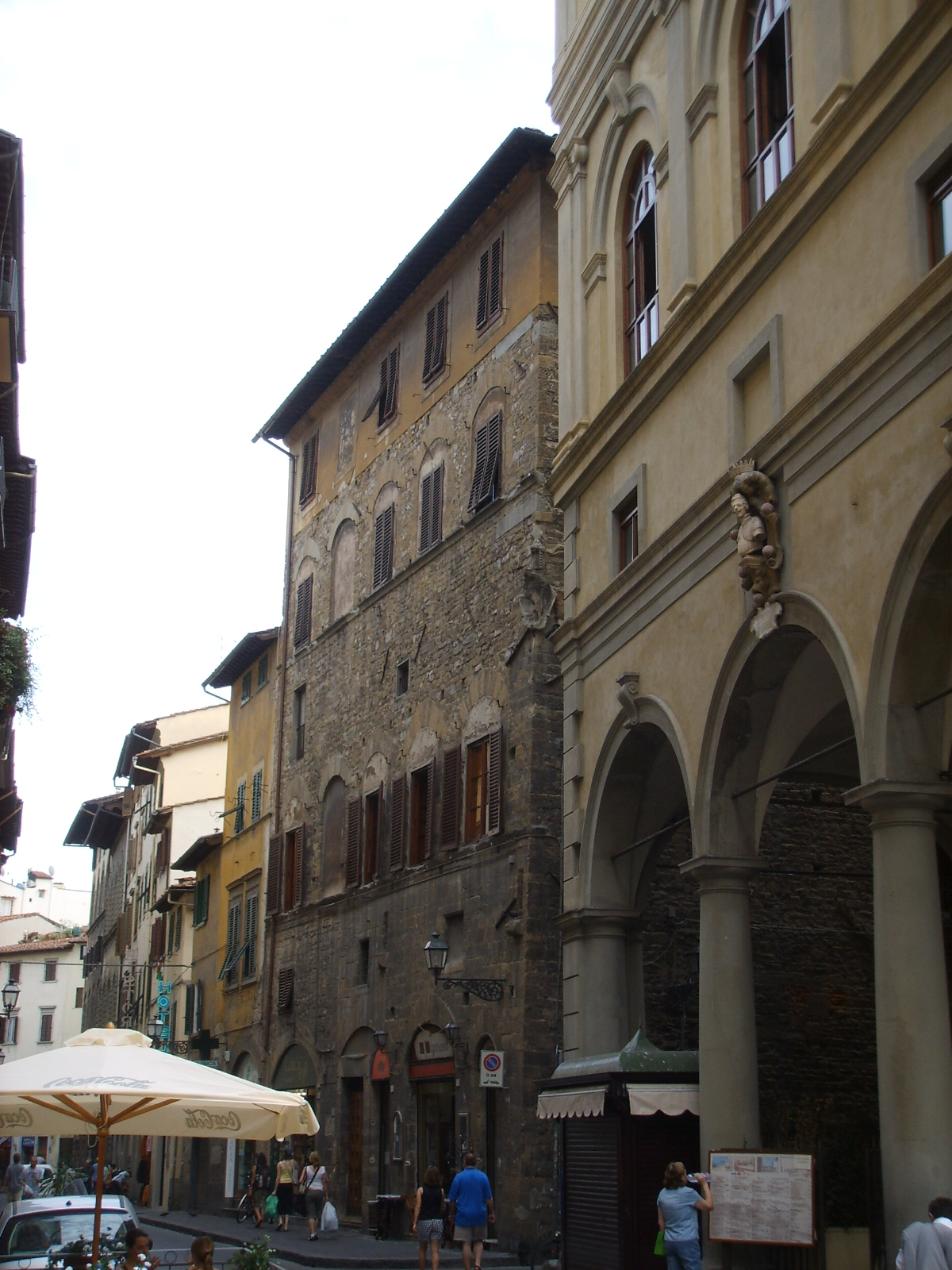
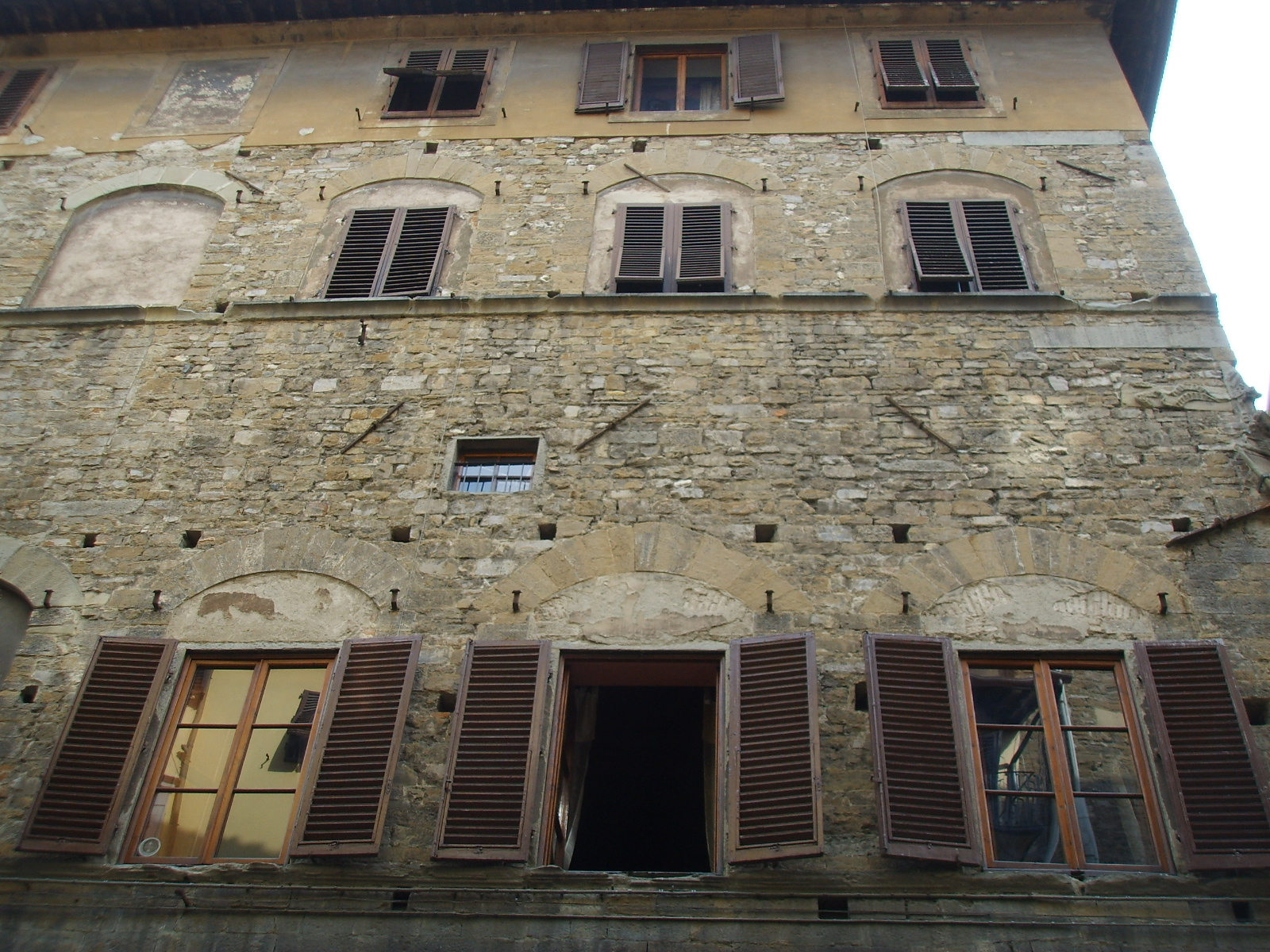
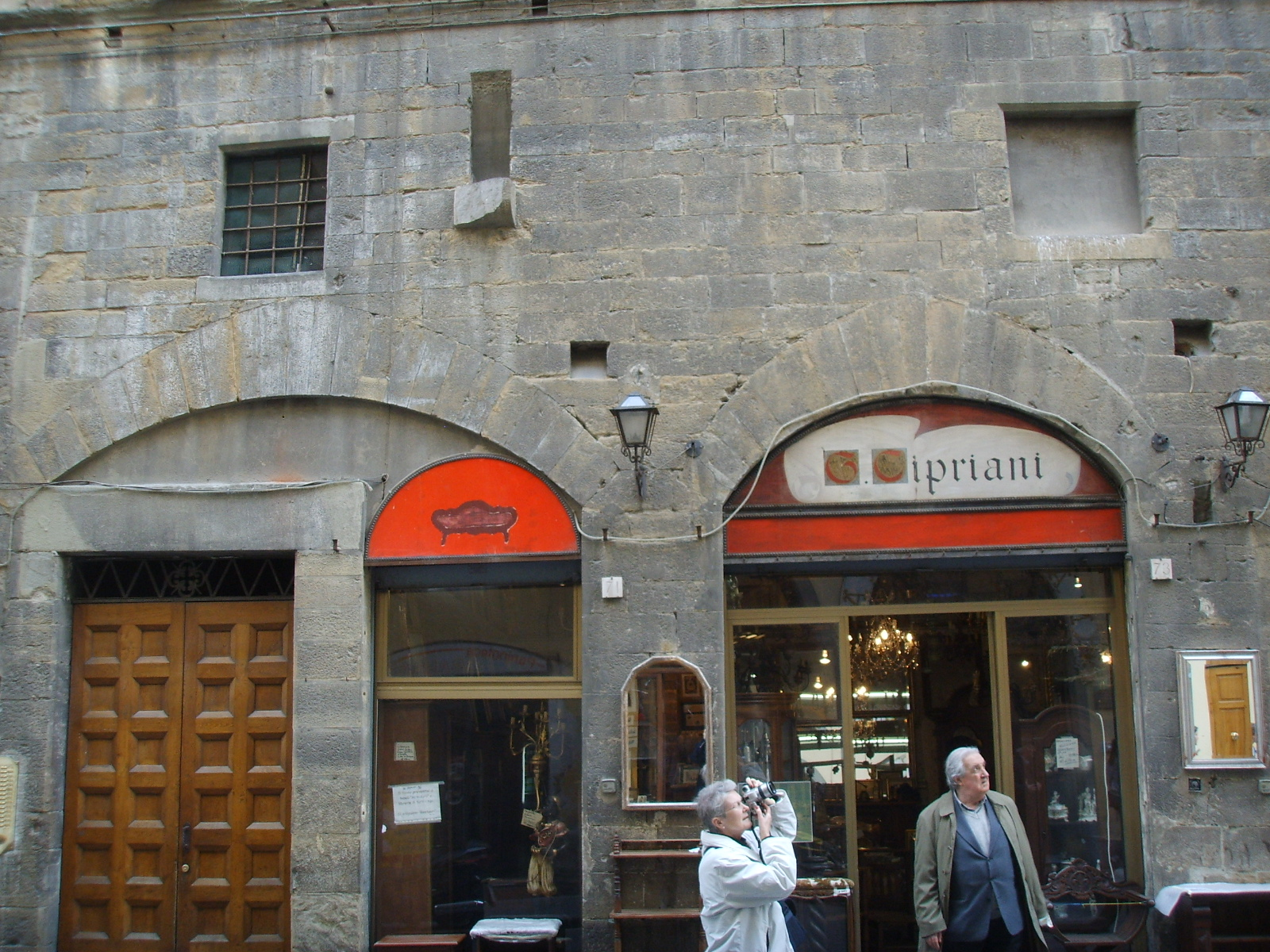
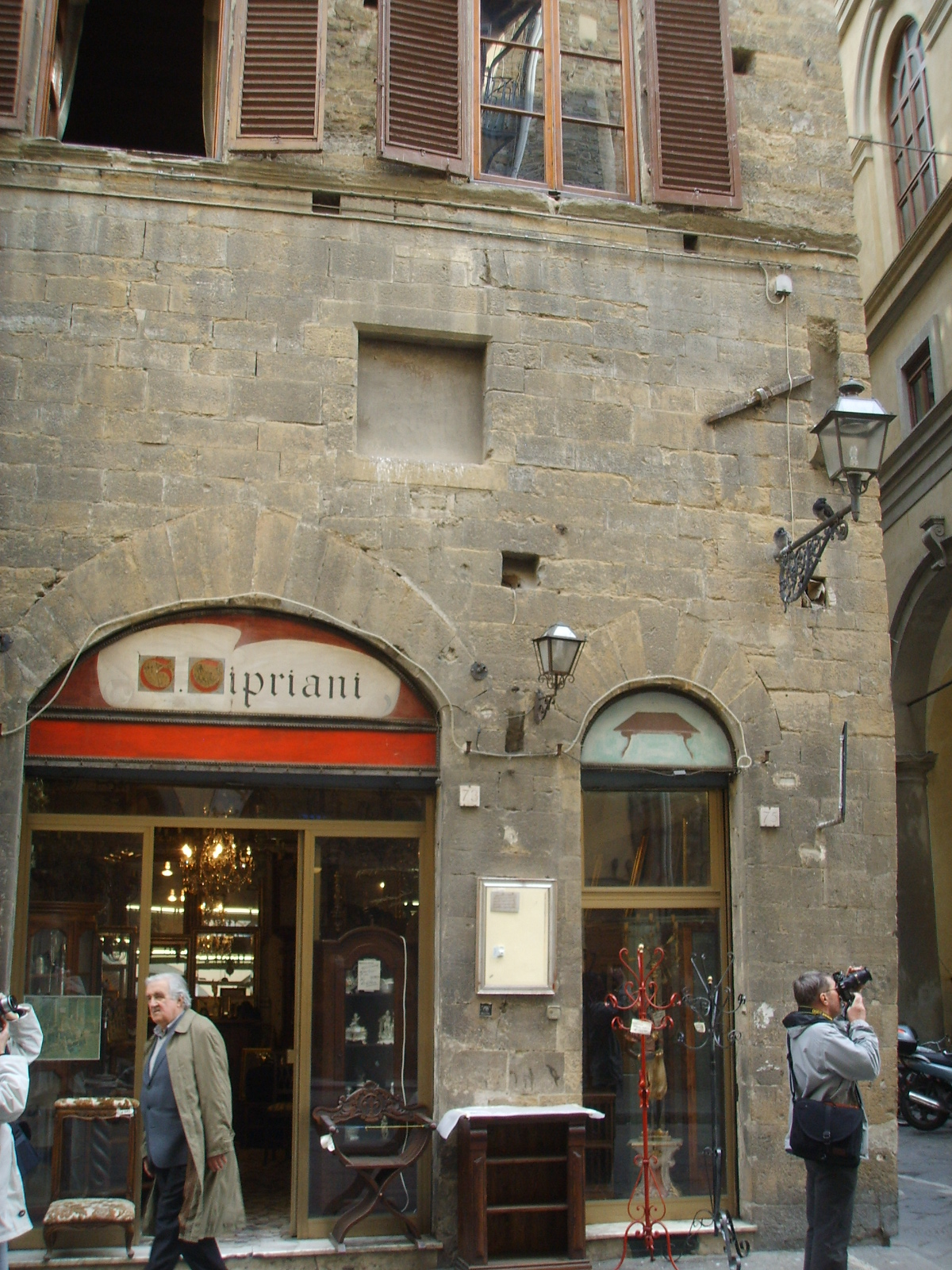
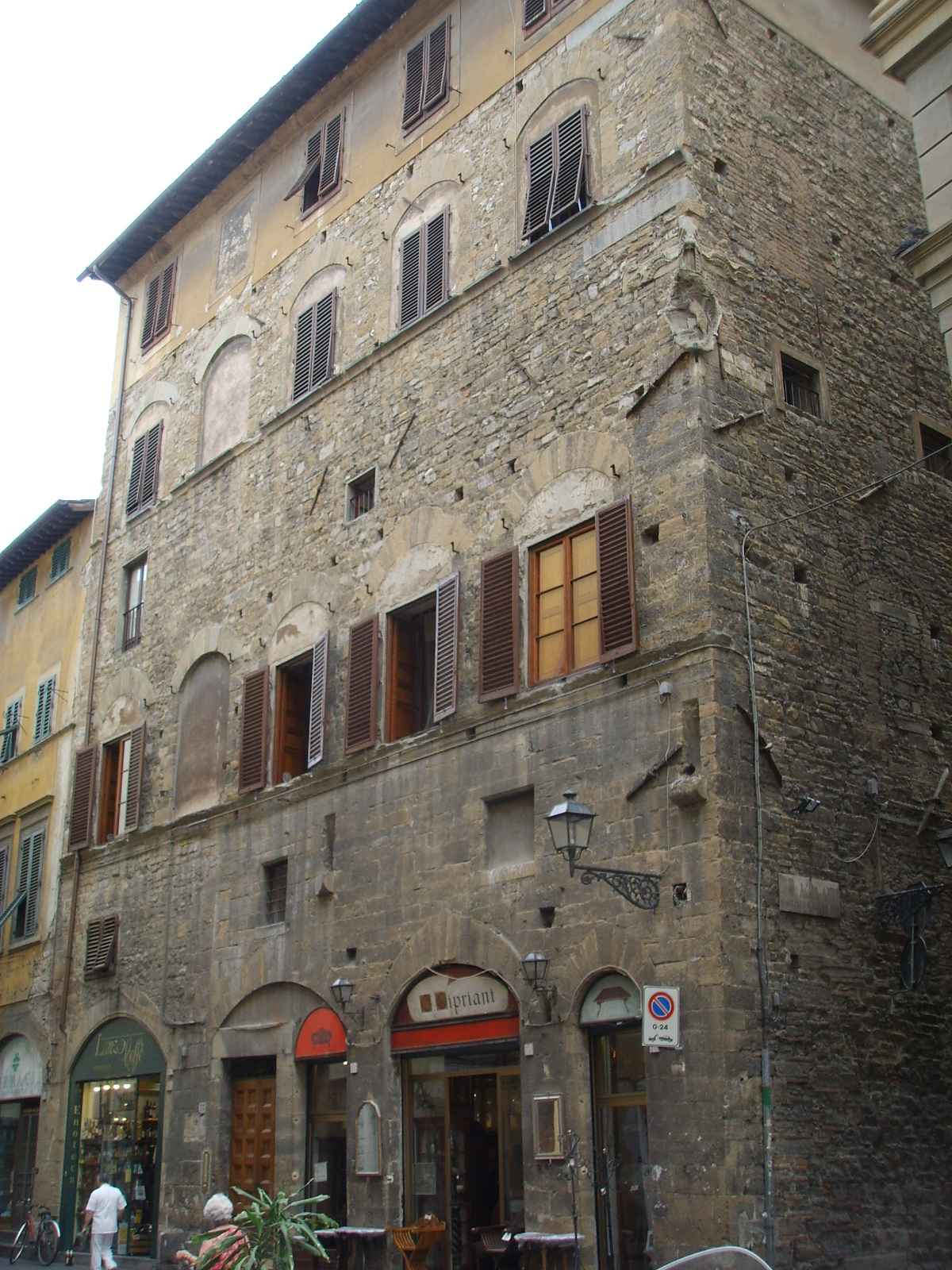